# Дворецкая, Гергина
Гергина Иванова Дворецкая (болг. Гергина Иванова Гаргова-Дворецка; 21 января 1954, София) — современный болгарский журналист и поэт. Родилась в Софии. Училась в гимназии с преподаванием на французском языке. Затем поступила в Софийский университет.
Гергина Дворецка работала на Болгарском национальном радио (БНР). Она автор пяти поэтических книг и двух романов. Её стихи были переведены на русский язык и опубликованы в газете Московский комсомолец. В 2007 году Гергина получила одну из главных французских наград в области культуры — правительственный орден «Академические пальмы». С 2014 г. она председатель фондации "Европа и мир" (www.evropaworld.eu).